# 乙酰水杨酸
乙酰水杨酸（INN：acetylsalicylic acid，ASA）又稱乙醯柳酸，以商品名阿司匹林（Aspirin）闻名于世，是一種水杨酸类药物，通常用作止痛剂、退烧药和消炎药。
乙酰水杨酸對於止痛及退燒而言，口服後藥效一般會於30分鐘內發揮；此外，其亦為一种非甾体抗炎药（NSAIDs），在抗發炎的角色上與其他NSAIDs類似，但阿斯匹靈還具有抗血小板凝集的效果。因此乙酰水杨酸能用於治療某些特定的發炎性疾病，例如川崎氏病、心包炎，以及風溼熱等等。心肌梗塞後馬上給藥能降低死亡的風險。此藥也能防止血小板在血管破损处凝集，有抗凝作用。高心血管風險患者长期低剂量服用可预防心脏病、中风与血栓。乙酰水杨酸还可有效预防特定幾种癌症，特别是直肠癌。乙酰水杨酸是当今世界上应用最广泛的药物之一，已列名於世界卫生组织基本药物标准清单之中。
乙酰水杨酸虽然与水杨酸或其他常用NSAIDs有类似的结构，相似的作用（解热、消炎、镇痛），抑制的环氧化酶（COX）也相同，但乙酰水杨酸的不同之处在于其抑制作用不可逆，而且对环氧化酶-1（COX-1）的抑制作用比对环氧化酶-2的（COX-2）更强。
- 水杨酸的键线式
- 乙酰水杨酸的键线式

## 医疗用途
阿司匹林可以治疗多种疾病，包括发烧、疼痛、风湿热，也可治疗一些炎症，如类风湿性关节炎、心包炎和川崎病。低剂量服用还可减少心肌梗塞发作的死亡风险，某些情况下也可减少发生中风的风险。部分证据表明阿司匹林可以预防直肠癌，但是其原理尚不明晰。在美國，50歲至70歲的人且心血管疾病風險大於10%的族群可給予低劑量阿斯匹靈，且不會增加出血風險。

### 疼痛

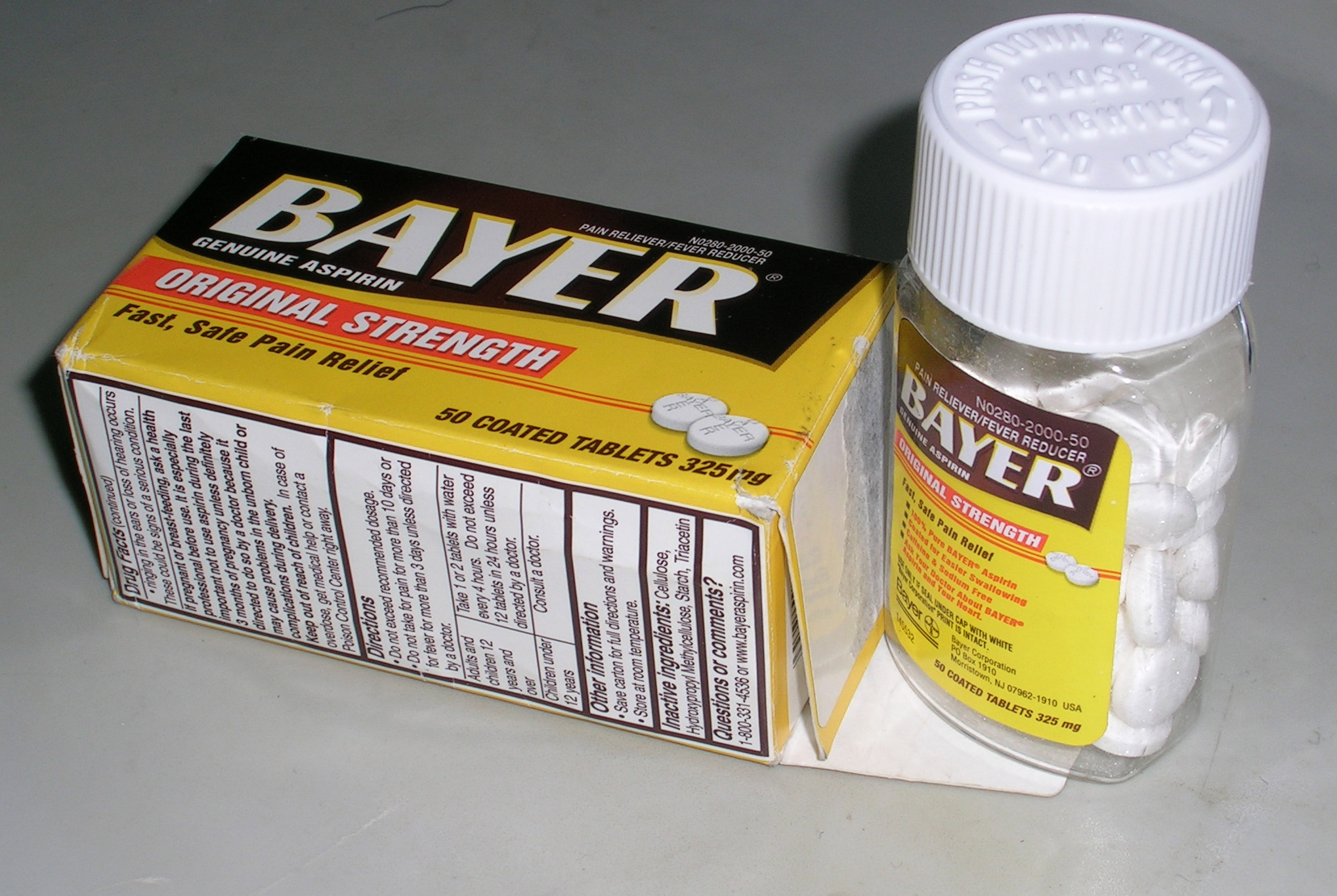
止痛用的阿司匹林，规格是325毫克（5格令）

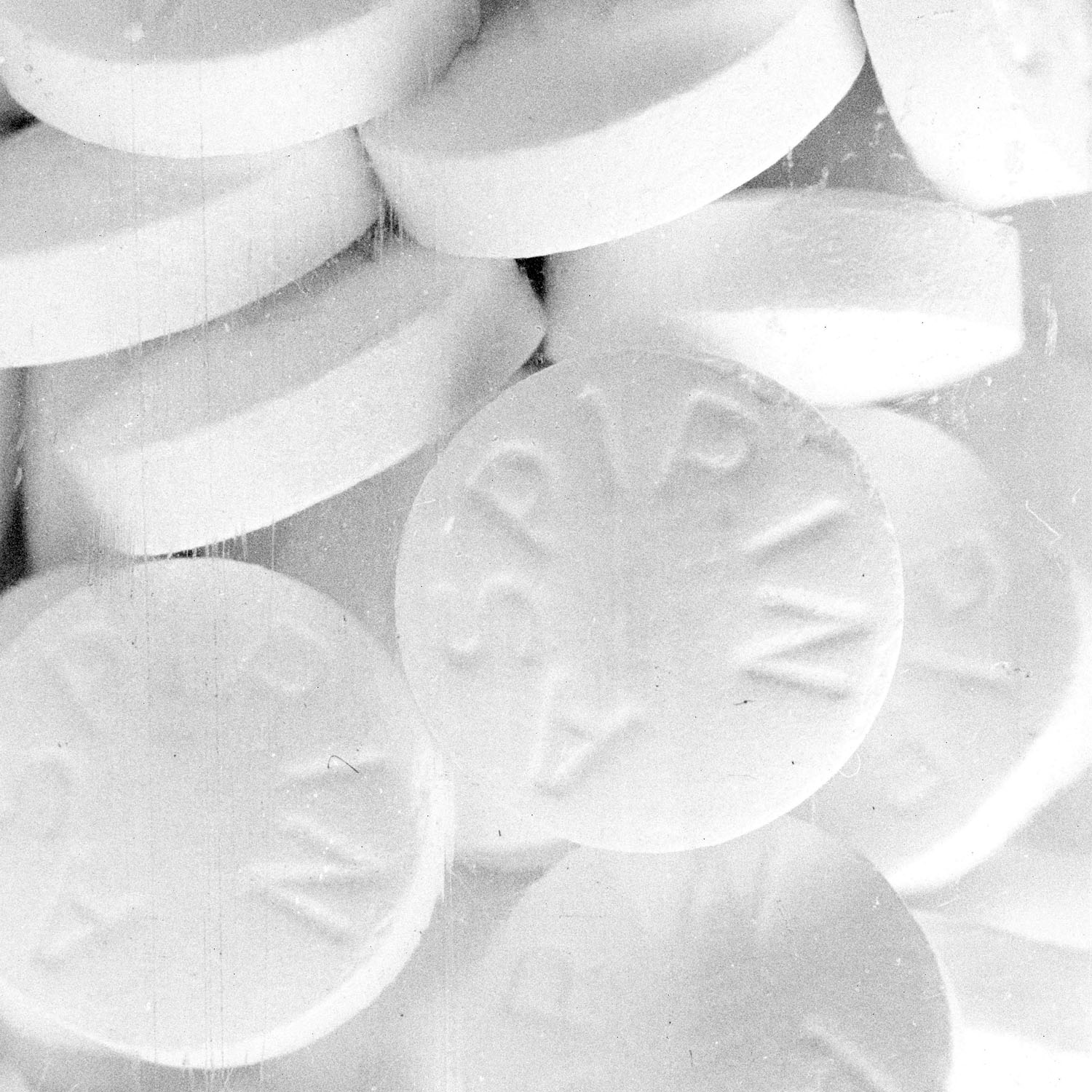
无包衣的纯阿司匹林片，每片含大约90%的阿司匹林与一些惰性填料和粘合剂

对急性疼痛而言，阿司匹林是一种高效的镇痛药，但是通常认为其对疼痛的缓解效果不如布洛芬，因为阿司匹林更容易引发胃肠道出血。一般情况下，阿司匹林对肌肉抽搐、腹胀、胃扩张和急性皮肤刺激引起的疼痛无明显效果。像其他非甾体抗炎药一样，阿司匹林与檸檬酸咖啡因一起使用的止痛效果比单独使用阿司匹林要好。阿司匹林泡腾片，如白加黑或拜阿司匹林，比药片起效更快，可以有效治疗偏头痛。可以有效地治疗某些形式的神经性疼痛。

#### 头痛
阿司匹林及其复方制剂都能有效治疗某几种头痛，但对另外几种则效果不明。因其他疾病或创伤导致的继发性头痛需要及时在医疗机构接受治疗。
国际头痛分类标准（ICHD）把原发性头痛分为紧张性头痛、偏头痛和丛集性头痛等类别。普遍认为包括阿司匹林在内的非处方止痛药可以有效治疗紧张性头痛。
阿司匹林，特别是和对乙酰氨基酚、咖啡因组成复方药物（如阿咖酚散），被认为是治疗偏头痛的首选，在疼痛刚发作时最有效，药效相当于服用低剂量的舒马曲坦。

### 炎症与发热
阿司匹林可以不可逆地抑制环氧化酶（COX）来调节前列腺素系统，進而達到疼痛控制及退燒的效果。也可以治疗某些急性或慢性的发炎性疾病，如类风湿性关节炎。阿司匹林是一种公认的成人用退烧药，但许多医学协会（包含美國家庭醫學會、美國兒科學會，以及美国食品药品监督管理局）及监管机构强烈反对用它治疗儿童发热，因为儿童在有病毒或细菌感染时使用水杨酸类药物可能会患上雷氏综合征，患病几率虽小，但致死率很高。鉴于这一风险，美国食品药品监督管理局（FDA）从1986年开始要求所有含阿司匹林的药物都需注明儿童和青少年不宜服用。

### 心脏病和中风
1970年初，牛津大学心血管内科的名誉教授彼得·斯莱特研究了阿司匹林对心脏功能的影响和预防中风的效果。斯莱特和他的团队为研究该药用于防治其他疾病打下基础。一份2015的报告指出，50岁的心脏病高危人群每日服用低剂量阿司匹林获益最大。
阿斯匹靈在心肌梗死的治療上面扮演重要的角色。一項臨床研究發現在懷疑有ST段上升心肌梗塞（STEMI）的患者，阿斯匹靈能夠將30日死亡率從11.8%降低至9.4%。在這些患者中，大出血的風險不會因為服藥增加，但小出血的風險會上升。
阿司匹林能够预防高心血管風險的人群發生心脏病和中风的機會，低剂量服用时能延缓心血管疾病的进程，降低有病史的人群的复发率（即“次級预防”）。目前研究顯示在高心血管風險的族群，合併使用利伐沙班可以提升預防心血管事件的效果，但同時出血風險也會增加。不过预防性服用阿司匹林对低风险人群（如没有心脏病和中风病史，没有基础性疾病的人）並沒有益處，研究還顯示可能增加重大出血和癌症死亡的風險。
预防性服用阿司匹林的另一问题是会产生耐药现象。如果患者有耐药性，药物的效力就会下降，这会增加中风的风险。有醫学家建议对治疗方案进行测试，以确定哪些患者对阿司匹林和其他抗血栓药（如氯吡格雷）有耐药性。
也有醫学家建议含阿司匹林的复方制剂用于预防心血管疾病。

### 术后
美国卫生保健研究和质量监督局（AHRQ）在一份指南中建议，完成冠状动脉再成形术（PCI），例如安装冠状动脉支架后，应终身服用阿司匹林。该药常与ADP受体拮抗剂（如奥格列汀、普拉格雷、替格瑞洛等）联用以预防血栓，这种疗法叫做“双重抗血栓疗法”（DAPT）。美国和欧盟对术后采用疗法有不同的方针。美国建议DAPT治疗至少持续12个月，而欧盟则建议根据不同情况持续治疗1至12个月不等。

### 预防癌症
阿司匹林能降低癌症，特别是大肠癌（CRC）的发生率和死亡率。但效果需要服藥至少10至20年才能見到效果。此外，本品也能減少陰道癌、乳癌，以及前列腺癌的風險。
有些醫学家认为，对患癌风险一般的人而言，若把阿司匹林的防癌作用和引起出血的风险相比，利大于弊，但还有些醫学家不太确定是否如此。由于这种不确定性，美国预防服务工作组（USPSTF）在有关这个问题的指南中不建议患癌风险一般的人群服用阿司匹林预防大肠癌。

### 其他
阿司匹林是治疗急性风湿热所引起的发热和关节痛的一线药物。这种疗法的疗程通常为一两星期，一般不会更长。发热和疼痛缓解后就不用再服药了，因为它不能减少心脏并发症和风湿性心脏瓣膜病后遗症的发生率。萘普生的药效和阿司匹林相当，毒性更小，但由于临床使用经验有限，建议该药仅用作二线治疗。
除了风湿热外，川崎病是少数几种可以让儿童服用阿司匹林的病症，不过没有使用高剂量阿斯匹靈的证据证实它的效果。
低剂量（每日100毫克）的阿司匹林可以早期妊娠毒血症的發生，但針對晚期患者效果並不顯著。且此效果必須在妊娠16周以前開始用藥，否則無顯著療效。

## 不良反应
阿司匹林的其中一個常見的副作用是會引起胃部不適。更嚴重的副作用則包含胃潰瘍、胃出血等等，也可能會使氣喘惡化。其中年長者、酗酒者，以及還有服用其他非甾体抗炎药或抗凝剂者，出血風險更高，妊娠後期也不建議用藥。有感染的孩童不建議用藥，因为这会增加患雷伊氏综合征的风险。高劑量者可能會引起耳鸣。

### 禁忌
布洛芬或萘普生过敏的人群、对水杨酸（或一般非甾体抗炎药）不耐受的人群禁用，患有哮喘的人群或会因非甾体抗炎药导致支气管痉挛的人群慎用。因为阿司匹林会对胃壁产生影响，生产厂商建议患有消化性溃疡、轻症糖尿病或胃炎的人群在服用前先咨询医师。即使没有上述情况，当阿司匹林与酒精或华法林同时服用时也有导致胃出血的风险。患有血友病或其它出血性疾病的人群也不应服用该药及其它水杨酸类药物。患有遗传性疾病葡萄糖-6-磷酸脱氢酶缺乏症的人群服用阿司匹林会导致溶血性贫血，这取决于用量的多少和病情的严重性。不建议登革热患者服用该药，因为这会提高出血倾向。患有肾病、高尿酸血症或痛风的人群不宜服用，因为阿司匹林会抑制肾脏排出尿酸的功能，从而加重病情。另外不应使用该药治疗儿童或青少年的发热或流感，因为这与患上瑞氏综合征有关。

### 胃肠道反应
阿司匹林会增加消化道出血的风险。尽管有些肠溶片在广告中宣称“不伤胃”，但研究表明肠溶片并未降低出血风险。若该药和其他非甾体抗炎药联用，出血风险还会增加。阿司匹林和氯吡格雷或华法林联用也会增加上消化道出血的风险。
阿司匹林对COX-1的抑制似乎启动了胃的防御机制，使COX-2活性增强，若同时服用COX-2抑制剂，则会增加对胃黏膜的侵蚀。因此，当阿司匹林与任何“天然”的会抑制COX-2的补充剂（如大蒜提取物、姜黄素、越桔、松树皮、银杏、鱼油、白藜芦醇、染料木黄酮、槲皮素、间苯二酚等），联用时，必须特别小心。
除了肠溶片外，制药公司还会利用“缓冲剂”来缓解消化道出血的问题。缓冲剂旨在防止阿司匹林集結在胃壁上，不过它的效用存在争议。几乎所有抗酸药里的缓冲剂都能使用，如Bufferin使用氧化镁，还有制剂使用碳酸钙的。
最近有对阿司匹林与维生素C联用以保护胃黏膜的研究。服用相同剂量的维生素C和阿司匹林与单独服用阿司匹林相比，能减少对胃的伤害。

### 对中枢神经系统的影响
大鼠实验表明，阿司匹林的代谢物水杨酸在大剂量时能引起暂时性耳鸣，这是由于花生四烯酸的作用和谷丙轉氨酶级联反应。

### 瑞氏综合征
瑞氏综合征是一种罕见的严重疾病，特征是急性脑病和脂肪肝，发生在少年儿童服用阿司匹林治疗发热或其他感染时。从1981年到1997年，美国疾病控制与预防中心接到1207宗未满18岁的瑞氏综合征病患报告。其中93%在综合征出现三周之前就已患病，主要是呼吸道感染、水痘和腹泻。81.9%的受检儿童都检出了水杨酸。出现阿司匹林引起瑞氏综合征的报告后，美国就采取了预防性的安全措施（如卫生局局长发出警告，更改含阿司匹林药品的标识），美国儿童的阿司匹林用量明显下降，瑞氏综合征的病例报告也明显减少。同样，英国发出儿童不宜服用阿司匹林的警告后，药物用量和病例报告也有减少。美国食品药品监督管理局现在建议12岁以下儿童发热都不能服用阿司匹林或含有阿司匹林的药物。英国药品和医疗产品监管署也建议16岁以下儿童不应服用阿司匹林，除非另有医嘱。

### 其他不良反应
小部分人服用阿司匹林后会产生类似于过敏的反应，如荨麻疹、水肿和头痛。这种反应是由于水杨酸不耐受，并不是真正的过敏，而是连一点点水杨酸都无法代谢所导致的药物过量。
有些人服用阿司匹林会产生皮肤组织水肿，有研究发现有些病患服药1到6小时后就会发生。不过，阿司匹林单独服用并不会导致水肿，和非甾体抗炎药联用时才会发生。
阿司匹林会增加脑部微出血的风险，磁共振成像（MRI）可见5至10毫米的斑块，或者是更小的低信号斑块。
一项研究估计每天平均服用270毫克的阿司匹林后，脑出血（ICH）的概率绝对值增加了万分之12，与此相比，心肌梗死的概率绝对值下降了万分之137，缺血性中风的概率绝对值则下降了万分之39。如果已经发生脑出血，阿司匹林会提高死亡率，每天大约250毫克的剂量导致发病后三个月内死亡的概率是原来的2.5倍（95%置信区间是1.3倍到4.6倍）。
阿司匹林和其他非甾体抗炎药会抑制前列腺素合成，引起低肾素性低醛固酮症，可能引发高血钾症。不过，当肾功能和血容量都正常时，这些药物并不会导致高血钾症。
阿司匹林在术后十天内都能引起长时间出血。一项研究选择了6499名手术病人进行观察，发现其中有30人需要再次进行手术以控制出血。这30人中有20人是弥漫性出血，另外10人只有一个部位出血。弥漫性出血是由术前单独使用阿司匹林或和其他非甾体抗炎药联用引起的，而离散的出血则不是。
2015年7月9日，美国食品药品监督管理局提升了对非甾体抗炎药增加心脏病和中风风险的警告。阿司匹林虽然也是非甾体抗炎药，但并不在警告的范围内。
| 情况                                    | 凝血酶原時間 | 部分凝血活酶时间 | 出血时间 | 血小板计数   |
| --------------------------------------- | ------------ | ---------------- | -------- | ------------ |
| 维生素K缺乏症或华法林                   | 延长         | 正常或轻度延长   | 无影响   | 无影响       |
| 弥散性血管内凝血                        | 延长         | 延长             | 延长     | 减少         |
| 血管性血友病                            | 无影响       | 延长或无影响     | 延长     | 无影响       |
| 血友病                                  | 无影响       | 延长             | 无影响   | 无影响       |
| 阿司匹林                                | 无影响       | 无影响           | 延长     | 无影响       |
| 血小板减少症                            | 无影响       | 无影响           | 延长     | 减少         |
| 肝功能衰竭，早期                        | 延长         | 无影响           | 无影响   | 无影响       |
| 肝功能衰竭， 末期                       | 延长         | 延长             | 延长     | 减少         |
| 尿毒症                                  | 无影响       | 无影响           | 延长     | 无影响       |
| 先天性无纤维蛋白原血症                  | 延长         | 延长             | 延长     | 无影响       |
| 凝血因子V缺乏                           | 延长         | 延长             | 无影响   | 无影响       |
| 凝血因子X缺乏并可见淀粉样蛋白减少性紫癜 | 延长         | 延长             | 无影响   | 无影响       |
| 血小板无力症                            | 无影响       | 无影响           | 延长     | 无影响       |
| 巨大血小板綜合症                        | 无影响       | 无影响           | 延长     | 减少或无影响 |
| 凝血因子XII缺乏症                       | 无影响       | 延长             | 无影响   | 无影响       |
| C1INH缺乏症                             | 无影响       | 缩短             | 无影响   | 无影响       |

### 过量服用
阿司匹林过量分为急性和慢性。急性过量是指一次性服用大剂量的药物，而慢性过量则是指一段时间内服用超过正常剂量的药物。急性过量的死亡率是2%。慢性过量的死亡率更高達25%，慢性過量的死亡率之所以高於急性過量除了因為沒有明確的過量攝入史，再加上其典型症狀和體徵往往輕微或不存在，儘管發現臨床症狀重疊，在慢性過量的病例中初步診斷仍可能歸因於其他疾病。且对儿童影响尤为严重。中毒的治疗方法有使用活性炭、静脉注射葡萄糖和生理盐水，使用碳酸氢钠，还有透析。通常用自动分光光度法测量血浆中阿司匹林的活性代谢产物，即水杨酸来诊断中毒。一般来说，正常服药治疗后血浆中水杨酸含量为30-100毫克每升，高剂量服用的患者血浆中的含量为50-300毫克每升，急性中毒患者血浆中的含量为700-1400毫克每升。服用次水杨酸铋、水杨酸甲酯和水杨酸钠后也会产生水杨酸。

### 互相作用
阿司匹林和其他藥物會发生互相作用，如乙酰唑胺和氯化铵会增加水杨酸的毒性，酒精则会增加该药导致胃肠道出血的风险血液中阿司匹林还会影响部分药物与蛋白质结合，包括抗糖尿病药（甲苯磺丁脲和氯磺丙脲）、华法林、氨甲蝶呤、苯妥英、丙磺舒、丙戊酸（会影响该药代谢中的重要一环β-氧化）和其他非甾体抗炎药。另外皮质类固醇能降低阿司匹林的浓度，布洛芬会抵消阿司匹林的抗血栓作用，影响其保护心血管和预防中风的功能。阿司匹林会降低安体舒通的药理活性，经由肾小管分泌时还会与青霉素G竞争。阿司匹林也会抑制维生素C的吸收。

### 耐药性
在有些人身上，阿司匹林的抗血栓作用不如别的人明显，这种现象称为阿司匹林耐药性或是对阿司匹林不敏感。研究表明女性比男性更易产生耐药性，另一项研究总共调查了2930人，发现有28%的人有耐药性。不过还有一项针对100名意大利人的研究表明，虽然看上去有31%的人耐药，不过只有5%的人是真正耐药的，其他人只是没按要求服药而已。另一项研究在400名健康志愿者中没有发现真正对阿司匹林有抗药性的人，但有服用肠溶阿司匹林的人出现“伪耐药性，体现为药物吸收的延迟和减少”。

## 性质
阿司匹林是一种白色晶体，熔点136 °C（277 °F），在140 °C（284 °F）时分解。
阿司匹林是水杨酸的乙酰衍生物，呈弱酸性，在25 °C（77 °F）下酸度系数为3.5。阿司匹林可以在醋酸铵或碱金属的醋酸盐、碳酸盐、柠檬酸盐和氢氧化物溶液中迅速分解。阿司匹林在干燥空气中性质稳定，但在潮湿的环境中会逐渐水解成乙酸和水杨酸。在碱性溶液中，阿司匹林迅速水解，生成只含有水杨酸盐与乙酸盐的澄清溶液。
如同面粉厂一样，生产阿司匹林的工厂也需要留意空气中阿司匹林的含量，因为过量的粉末会导致粉尘爆炸。在美国，美国国家职业安全卫生研究所（NIOSH）将建议暴露限值定为5毫克每立方米（时间加权平均）。1989年，美国职业安全与健康管理局（OSHA）将允许最大暴露限值定为5毫克每立方米，但这项规定在1993年OSHA和美国劳工联合会-产业工会联合会（AFL–CIO）的诉讼中被废除。

### 多晶型性
多晶型性是同一种物质形成多种晶体结构的能力，它对药物成分的开发至关重要。很多药物只有一种晶体结构经过监管部门批准。有很长一段时间，人们只知道阿司匹林的一种晶体结构，从1960年起开始怀疑它还有一种晶体结构，2005年才发现了这种神秘的结构。邦德等人测定了这种结构的细节。这种新的晶体结构是在热乙腈中使阿司匹林和左乙拉西坦共同结晶时发现的。

## 制法
制取阿司匹林的反应通常归为酯化反应。水杨酸和乙酸酐（一种乙酸的衍生物）发生反应，水杨酸中的羟基替换为酯基（R-OH → R-OCOCH3），生成阿司匹林和副产物乙酸。通常用少量硫酸作催化剂（有时用磷酸）。
反应机理

含高浓度阿司匹林的制剂常有醋味，这是因为阿司匹林会在潮湿的环境下发生水解，分子分解成水杨酸和乙酸。

## 作用机理
1971年，英国皇家外科学院的药理学家约翰·范恩证实了阿司匹林会抑制前列腺素和血栓素的生成他因这项发现和苏恩·伯格斯特龙、本特·薩穆埃爾松共同获得1982年诺贝尔生理学或医学奖。1984年获授下级勋位爵士。

### 对前列腺素和血栓素的抑制
阿司匹林能抑制前列腺素和血栓素是因为该药能不可逆地使合成前列腺素和血栓素所需的环氧合酶（COX，学名叫前列腺素氧化环化酶，PTGS）失活。阿司匹林能使PTGS活性位点中的一个丝氨酸残基乙酰化，这是它和其他非甾体抗炎药（如双氯芬酸钠和布洛芬）的不同之处，因为其他的药抑制作用都是可逆的。
阿司匹林低剂量服用时能阻止血小板中血栓素A2的合成，这会在受影响的血小板的生命周期（约8–9天）内抑制血小板聚集。阿司匹林的这种抗血栓作用可用于降低心脏病发生率。每天服用40 mg的阿司匹林能显著抑制血栓素A2的最大急性合成量，但不影响前列腺素I2的合成，不过服用剂量更高时就会抑制前列腺素I2的合成。
前列腺素是身体局部产生的一种激素，它有多种作用，包括在下丘脑中调节体温
，将痛觉传递到大脑，还会引起炎症。血栓素会使血小板聚集形成血栓，而心肌梗死主要是由血栓导致的，因此低剂量服用阿司匹林能有效防止心肌梗死。

### 对COX-1和COX-2的抑制
阿司匹林可以抑制环氧化酶-1（COX-1）和环氧化酶-2（COX-2）。它能不可逆地抑制COX-1并且改变COX-2的酶活性。COX-2通常产生的大多是会促进发炎的前列腺素类激素，但受阿司匹林作用后则产生能抗炎的脂氧素。新一代非甾体抗炎药——昔布类COX-2抑制剂——可以单独抑制COX-2，以减少对胃肠道的副作用。
然而许多新一代的COX-2抑制剂如罗非昔布在过去十年内都遭到了撤回，因为有证据表明它们会增加患心脏病和中风的风险。人体的血管内皮细胞原本会合成COX-2。选择性抑制COX-2后，因为血小板里的COX-1未受影响，前列腺素（尤其是前列环素PGI2）的合成相比血栓素会有所降低。这样PGI2抗凝血的保护作用就消失了，这会增加血栓、心肌梗死和其他相关的循环系统疾病的风险。因为血小板没有DNA，它的COX-1若被阿司匹林不可逆地抑制，就无法再生，这是和昔布类可逆抑制剂的不同之处。
此外，阿斯匹靈除了有抑制COX-2的環氧化能力之外，還能將其轉化為類似脂加氧酶的酵素。被阿斯匹靈處理過後的COX-2可以將多種多元不飽和脂肪酸轉為過氧化物，這些過氧化物又會被代謝為具有抗發炎活性的特異性促修復介質，如脂氧素、消散素、巨噬細胞消炎介質等等。

### 其他机理
阿司匹林还有三种作用方式。一是使线粒体的氧化磷酸化解偶联。阿司匹林会携带质子从线粒体膜间隙扩散进入线粒体基质，然后再次电离释放质子。简而言之，阿司匹林作为缓冲剂运输质子，因此高剂量服用时会因电子传递链释放的热量而造成发热，这和低剂量服用的退烧作用相反。二是阿司匹林会促进一氧化氮自由基的生成。一氧化氮自由基本身在小鼠体内也有抗炎的作用，它能减少白细胞粘附，后者是免疫系统应对感染的重要一步。不过，没有足够证据表明阿司匹林能抗感染。第三，更新的研究表明水杨酸及其衍生物能通过NF-κB调节细胞信号。NF-κB是一种转录因子复合体，在许多生物过程（包括发炎）中起重要作用。
阿司匹林在体内分解为水杨酸，而水杨酸本身则有抗炎、退烧、镇痛等作用。2012年发现水杨酸还能激活AMP活化蛋白激酶，这是水杨酸和阿司匹林药效的一种可能的解释。阿司匹林分子中的乙酰基也并非没有作用。细胞蛋白的乙酰化是其轉譯後修飾中被广泛研究的现象。阿司匹林能使包括COX同工酶在内的几种蛋白质乙酰化。这些乙酰化反应可能可以阐释一些阿司匹林尚未得到解释的效应。

## 药剂学

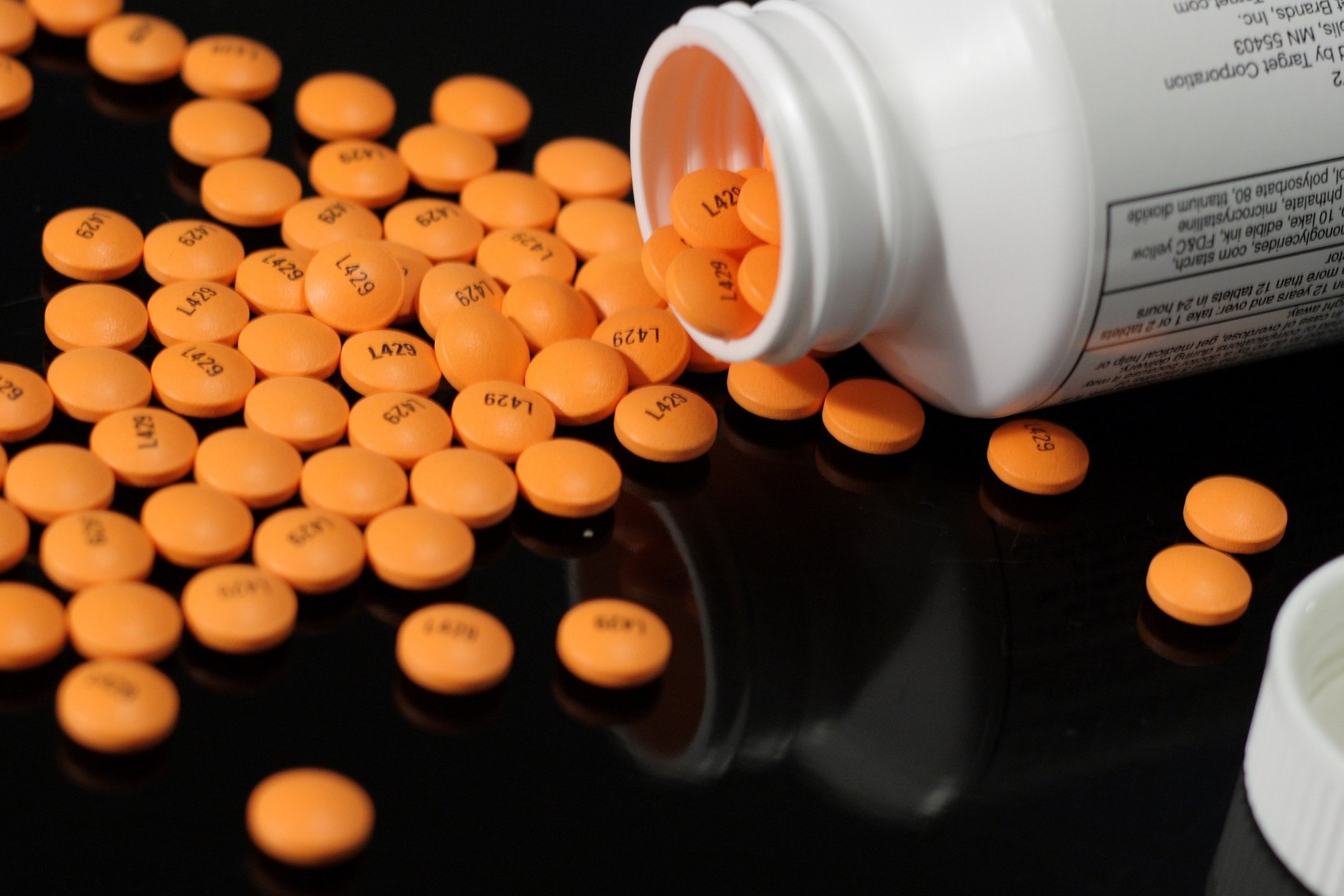
规格为5格令（325毫克）的阿司匹林包衣片

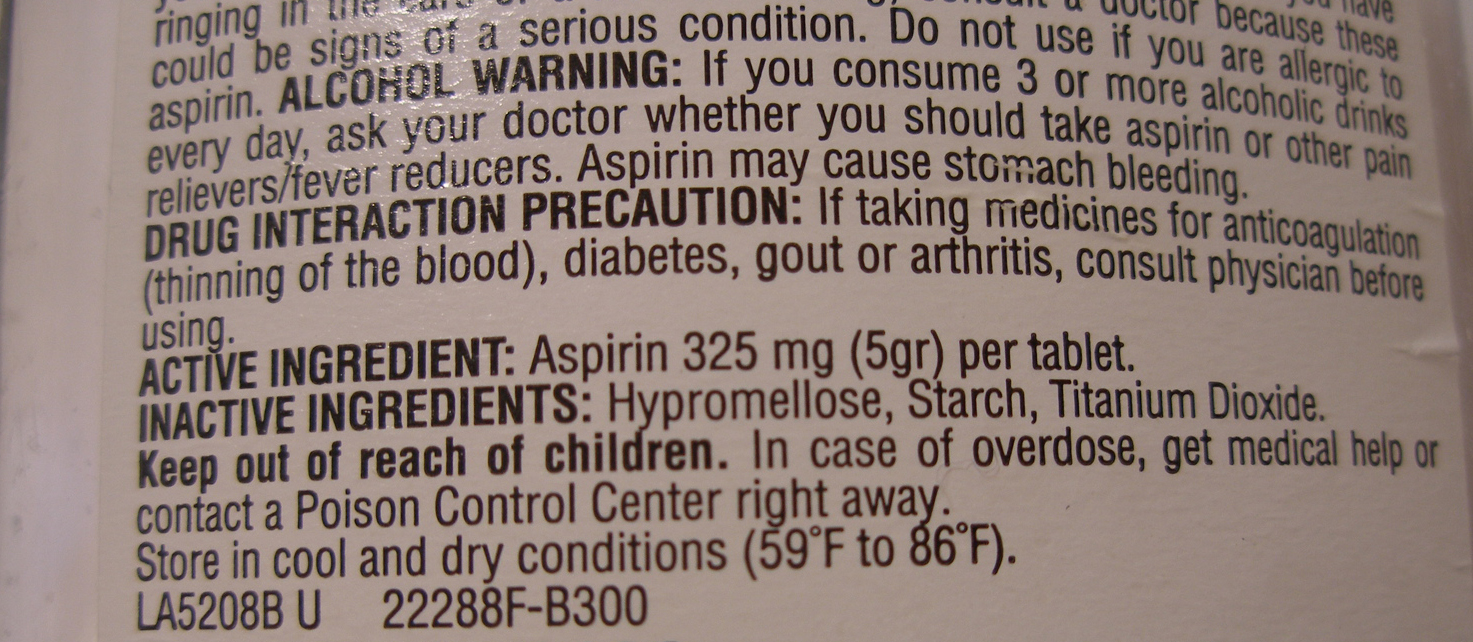
5格令的阿司匹林，药瓶上的使用说明里写剂量是“325 mg (5 gr)”

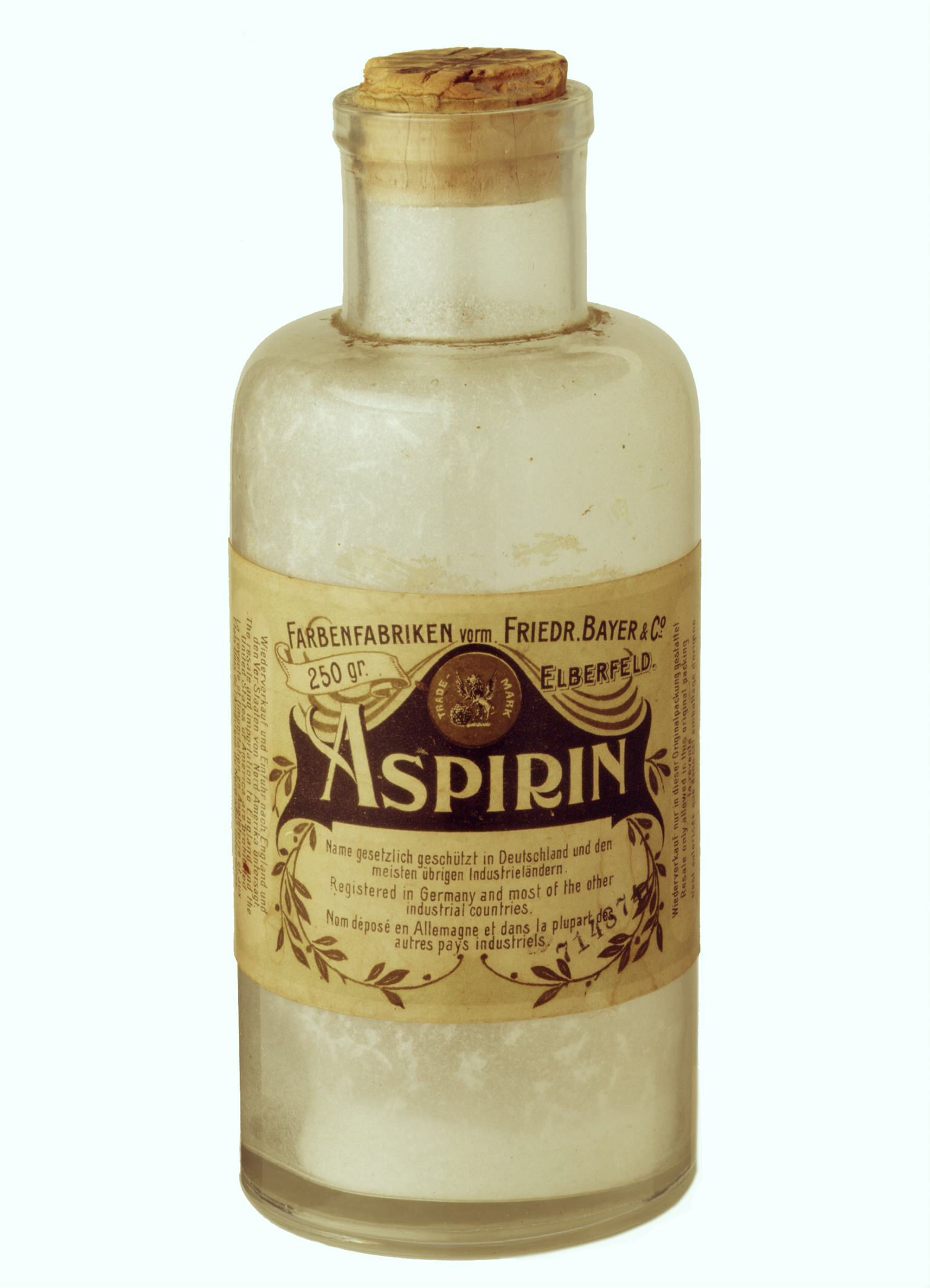
一瓶拜耳阿司匹林

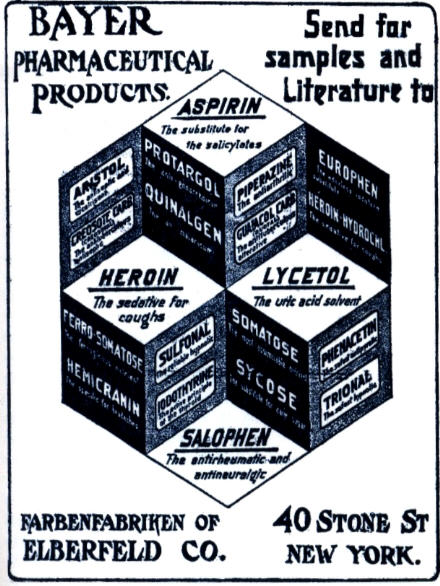
阿司匹林、海洛因、赖塞托和醋氨沙洛的广告

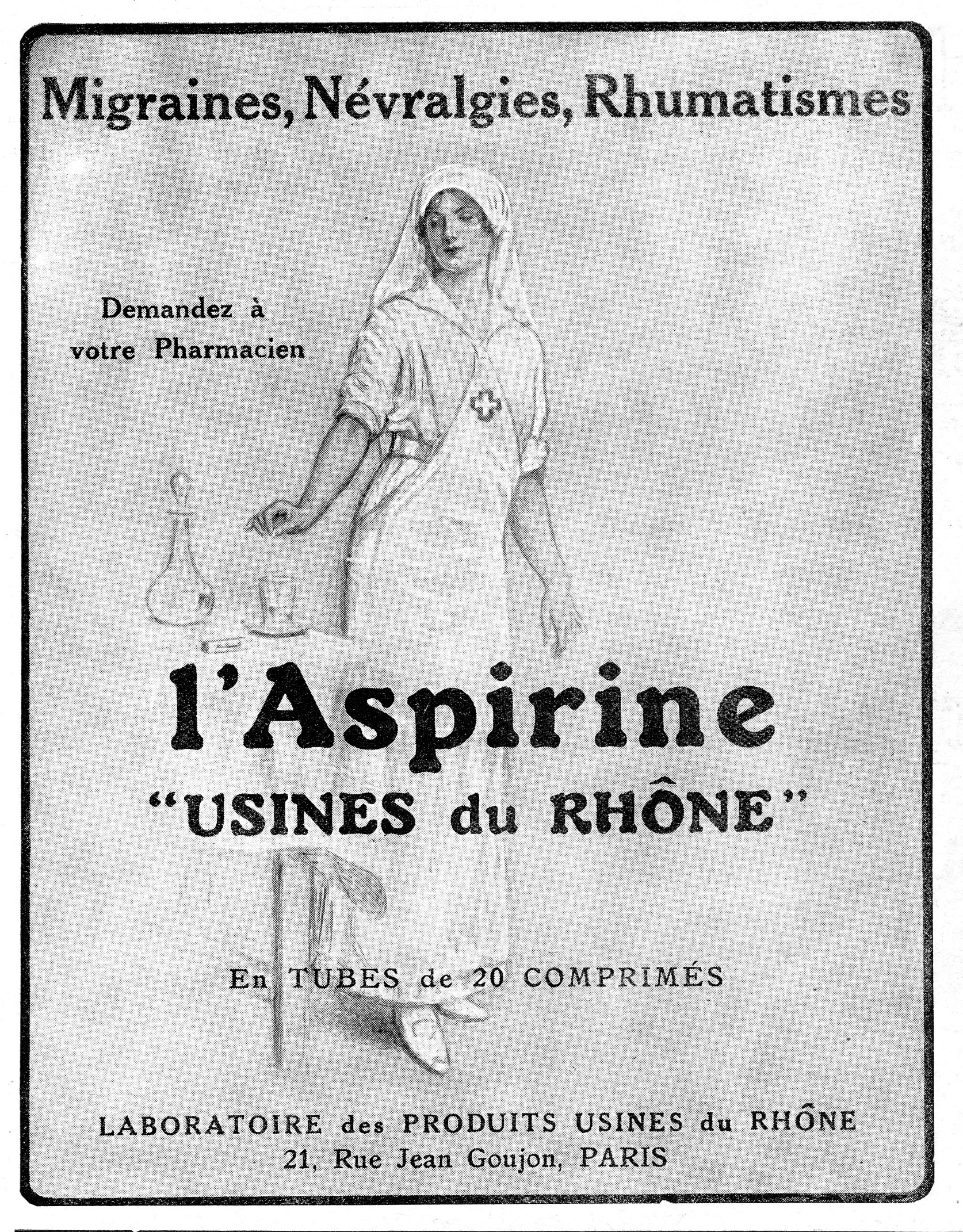
阿司匹林广告

一般来说，成人用于治疗发烧或关节炎时每天服用四次，这和以前治疗风湿热时所用的剂量接近。有或怀疑有冠状动脉病史的人要预防心肌梗塞（MI），每天低剂量服用一次即可。
USPSTF在2009年3月向45-79岁的男性和55-79岁的女性建议，如果阿司匹林降低男性心肌梗死和女性中风的风险所带来的潜在效益要大于引起消化道出血的潜在危害，那么就提倡服用该药以预防冠状动脉心脏疾病。WHI的研究表明女性如果坚持低剂量（75毫克或81毫克）服用，死于心血管疾病的风险就会降低25%，总死亡率降低14%。低剂量服用阿司匹林（每天75毫克或81毫克）也和心血管疾病发病率降低有关，长期服用以预防疾病的患者利用这种方式可以兼顾药物的有效性和安全性。
儿童服用阿司匹林治疗川崎病时，服用剂量和体重相关，头两周每天服用四次，接下来六至八周降低剂量，每天服用一次。

## 药代动力学
乙酰水杨酸是一种弱酸，口服后在胃的酸性环境中几乎不电离，而是迅速经细胞膜吸收。小肠中较高的pH促进了药物的电离，从而减缓了药物在小肠中的吸收。过量服用时药物会凝结，所以吸收更慢，血浆浓度在服用后24小时内都会上升。
乙酰水杨酸（ASA）在人体内迅速脱乙酰为水杨酸（SA），然后进一步代谢。血液中的水杨酸有50–80%与白蛋白结合，其余是具有活性的电离态。药物和蛋白质的结合和浓度有关。结合位点饱和以后游离态的水杨酸就会增加，其毒性也会增强。药物的分布体积是0.1–0.2升每千克。酸中毒会增强水杨酸向组织中的渗透，从而增加药物的分布体积。

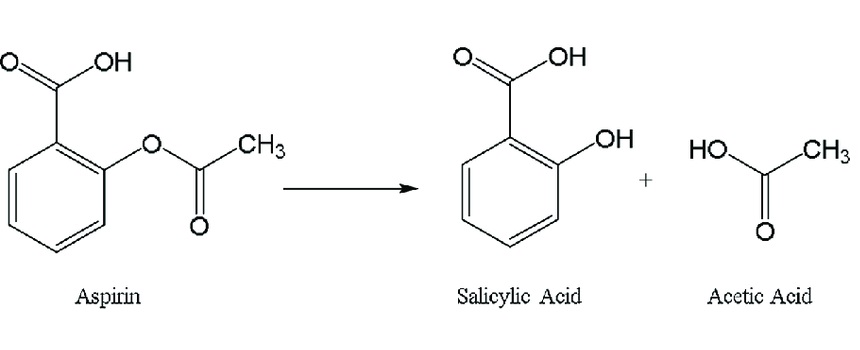
乙酰水杨酸（阿司匹林）水解为水杨酸是人体内的一种代谢方式

若按治疗剂量服用，则有多达80%的水杨酸在肝脏中代谢。它和甘氨酸反应生成水杨酰胺乙酸，但这种代谢途径容量有限。少量水杨酸也会羟基化形成龙胆酸。大剂量服用时，药物代谢从一级反应变为零级反应，因为代谢途径已饱和，肾脏的排出变得更加重要。
水杨酸主要通过肾脏作为水杨酰胺乙酸（75%）、游离水杨酸（10%）、水杨酸苯酚（10%）、酰基葡萄糖醛酸苷（5%）、龙胆酸（< 1%）、2,3-二羟基苯甲酸排泄。当摄入低剂量时（小于250mg，成人），所有途径都通过一级动力学，消除半衰期约为2.0至4.5小时。当摄入高剂量水杨酸时（大于4000mg），半衰期会延长至15-30小时，因为水杨酰胺乙酸和水杨酚醛葡糖苷酸的生物转化途径已饱和。代谢途径的饱和使得肾脏对水杨酸的排泄更加重要，而尿液酸碱度对其影响也更为敏感。当尿液的pH值从5升至8时，肾脏对水杨酸的清除能力会提升10-20倍。通过碱化尿液来增加水杨酸的清除率便是利用了这一点。

## 历史
阿司匹林衍生自柳树皮中发现的化学物质。早在2400年前柳树皮就用来治病，当时人们发现含有活性成分水杨酸的植物提取物（如柳树皮和绣线菊属植物）能够镇痛、退烧。古希臘醫師希波克拉底（约前460年–前377年）留下的历史记录就描述了柳树的树皮和树叶磨成的粉能够治头痛，以及缓解发热症状。
1763年，在牛津大学的沃德姆学院，英国牧师爱德华·斯通首次从柳树皮中发现了阿司匹林的有效成分水杨酸。1853年，法國化學家查尔斯·弗雷德瑞克·葛哈特將水杨酸钠以乙酰氯處理，首次合成出乙醯水楊酸。他在制取和研究各种酸酐的性质时，把乙酰氯和水杨酸钠混合，二者发生剧烈反应，熔化后又很快凝固了。因为当时还没有分子结构理论，葛哈特把所得的化合物称为“水杨酸乙酸酐”（wasserfreie Salicylsäure-Essigsäure）。他为撰写关于酸酐的论文进行了很多反应，这个制备乙酰水楊酸的反应只是其中之一，后来他也没有进一步研究。
1859年，冯·基尔姆让水杨酸和乙酰氯反应，制得了分析纯的乙酰水杨酸，他称之为“乙酰化水杨酸”（acetylierte Salicylsäure）。1869年，施罗德、普林兹霍恩和克劳特重复了葛哈特（利用水杨酸钠）的和基尔姆（利用水杨酸）的合成方式，结果证实两个反应产物相同——乙酰水杨酸。他们第一次确定了产物的正确结构——乙酰基和酚基上的氧相连。
此後五十年，化學家們逐步提升生產的效率:69–75。1897年德国拜耳公司的化学家開始研究乙醯水楊酸的醫療用途，以代替高刺激性的水楊酸類藥物:69–75，他們把旋果蚊子草（Filipendula ulmaria）合成的水杨苷经过修饰后合成了乙酰水杨酸，它比纯净的水杨酸对消化道刺激更小。拜耳公司並用商品名阿司匹林（Aspirin）稱之。这个合成乙酰水杨酸的项目由哪个化学家领衔存在争议。拜耳说合成是由费利克斯·霍夫曼完成的，但后来犹太化学家阿图尔·艾兴格林声称他才是首席研究员，而他的贡献记录被纳粹政权抹去了。到了1899年，拜耳已在全球市场销售此药。
二十世纪上半叶，阿司匹林越来越受欢迎，这是因为人们认为它在1918年流感大流行中发挥了作用。然而最近的研究却显示，它也是流感致死率高的部分原因，不过这种说法颇受争议，未被广泛认可。阿司匹林带来的丰厚利润使药厂激烈竞争，该药的各种品牌和产品像雨后春笋般冒了出来，在1917年拜耳公司的美国专利过期了以后更是如此。
然而，对乙酰氨基酚和布洛芬于1956年和1959年相继问世以后，阿司匹林的使用率开始下降。1960和70年代，情況又有所反轉，约翰·范恩等人发现了阿司匹林的作用机理，60至80年代的其他研究和临床试验证明该药有抗凝血的药效，可降低血栓疾病的发病率。此後，阿司匹林广泛用于预防心脏病和中风，其销量从20世纪末开始复苏，21世纪以来持续向好。目前，拜耳公司在很多國家對於「阿司匹林」一名的專利權已經過期，或是已經賣給其他公司。
乙酰水杨酸是当今世界上应用最广泛的药物之一，每年的消费量约40,000公噸（約500至1200億錠）。本品列名於世界卫生组织基本药物标准清单之中，為基礎公衛體系必備藥物之一。本品屬於學名藥，截至2014年，每劑在发展中国家的批發價約介於0.002至0.025美元之間。截至2015年，每月劑量在美國的價格低於25.00美金。

### 商标
德国在一战中投降后，1919年各国签订的凡尔赛条约中战后赔偿的部分规定阿司匹林（Aspirin）连同海洛因在法国、俄罗斯、英国和美国不再是注册商标，而成为了通用名称。现在aspirin（a小写）在澳大利亚、法国、印度、爱尔兰、新西兰、巴基斯坦、牙买加、哥伦比亚、菲律宾、南非、英国和美国是通用名称，而Aspirin（a大写）在德国、加拿大、墨西哥等80多个国家还是拜耳公司的注册商标。公司在所有市场上出售的药物成分都是乙酰水杨酸，但包装和物理性质则在各个市场都不相同。

## 兽用
兽医有时用阿司匹林来镇痛或抗血栓，主要给狗用，有时给马用，不过现在一般会用副作用较少的新疗法。
狗和马都会出现水杨酸产生的胃肠道副作用，不过阿司匹林可以用来治疗老年狗的关节炎，也有治疗马的蹄叶炎的可能。不过现在该药已很少用于治疗蹄叶炎，因为可能适得其反。阿司匹林应该只在兽医的直接指导下使用，特别是猫，因其缺乏有助于药物排出的葡萄糖醛酸，用药比较危险。连续4周每48小时给猫服用25毫克/千克体重的阿司匹林并不产生临床中毒症状。推荐用于猫的解热镇痛剂量是每48小时10毫克/千克体重。

## 延伸阅读
- Jeffreys, Diarmuid. . Bloomsbury USA. 2005-08-11. ISBN 1-58234-600-3.